# Isaka Mito
Isaka Mito (井坂 美都, sinh ngày 25 tháng 1 năm 1976) là một cựu cầu thủ bóng đá nữ người Nhật Bản.

## Đội tuyển bóng đá nữ quốc gia Nhật Bản
Isaka Mito thi đấu cho đội tuyển bóng đá nữ quốc gia Nhật Bản từ năm 1997 đến 2002.

## Thống kê sự nghiệp
| Nhật Bản  | Nhật Bản | Nhật Bản |
| Năm       | Trận     | Bàn      |
| --------- | -------- | -------- |
| 1997      | 1        | 0        |
| 1998      | 6        | 3        |
| 1999      | 14       | 5        |
| 2000      | 5        | 0        |
| 2001      | 11       | 7        |
| 2002      | 9        | 0        |
| Tổng cộng | 46       | 15       |